# Andrea Corner (seigneur vénitien)
Andrea Corner (ou Cornaro) était un noble vénitien actif dans la région égéenne au XIVe siècle.

## Biographie
Andrea Corner appartenait à une branche installée en Crète de l'importante famille vénitienne Corner ; son père s'appelait Marco. Sa biographie est lacunaire avant 1306, plusieurs documents étant d'interprétation difficile en raison de l'existence d'au moins deux homonymes en Crète à cette période.
En 1306, il conquit les iles de Karpathos, Kassos et Saria qui dépendaient de l'empire byzantin.
Sa première femme (dont il avait eu trois fils) étant morte vers 1311, il se remaria avec Maria dalle Carceri, héritière d'un sixième de l'île de Négrepont et marquise douairière de Bodonitza.
Le 10 mai 1313 il reçut du Grand Conseil l'autorisation de s'absenter de Crète et de s'installer pour cinq ans à Négrepont « en raison des affaires qui y nécessitaient sa présence »,.
Entre août et novembre 1313, les Hospitaliers récemment installés à Rhodes occupèrent ses trois îles, qu'il ne récupéra qu'entre juin et décembre 1320.
En 1317, à Négrepont, il entra en conflit pour une raison inconnue avec Boniface de Vérone et fut ensuite impliqué les années suivantes dans les rivalités entre les Catalans du duché d'Athènes, les Vénitiens et les autres seigneurs de l'île.
Il perdit le contrôle des fiefs qu'il tenait de son épouse à la mort de cette dernière ; le sixième de Négrepont fut ainsi occupé par Pietro dalle Carceri avant mai 1322, et le marquisat à la fille et héritière du précédent marquis, Guglielma Pallavicini.
Andrea Corner est encore mentionné à Venise en mai 1322 et serait mort, selon Karl Hopf (sans document à l'appui), en 1323. Ses fils lui succédèrent en Crète et dans les îles.